# Сан Марко (Торино)
Сан Марко је насеље у Италији у округу Торино, региону Пијемонт.
Према процени из 2011. у насељу је живело 72 становника. Насеље се налази на надморској висини од 1208 м.